# عبد العزيز الصويعي
عبد العزيز بن علي الصويعي ( 1997 - الآن ) لاعب كرة قدم دولي ليبي يلعب في النادي الأهلي الرياضي طرابلس منذ سنة 2023 و تحصل معه على لقب الدوري الليبي الممتاز 2024/2025 قادما إليه من النادي الأولمبي الزاوية

## مسيرته
- نادي الأولمبي بالزاوية
- نادي الإتحاد طرابلس
- النادي الأهلي الرياضي طرابلس

## إنجازاته
- الدوري الليبي الممتاز 2024/2025